# Кувейтско-эмиратские отношения
Кувейтско-эмиратские отношения — двусторонние дипломатические отношения между Кувейтом и Объединёнными Арабскими Эмиратами (ОАЭ).

## История
В августе 1990 года иракские войска осуществили вторжение в Кувейт, а власти Объединённых Арабских Эмиратов осудили факт агрессии, поддержали восстановление независимости Кувейта и предоставили все свои аэропорты и порты для вооружённых сил международной коалиции ООН. Вооружённые силы Объединённых Арабских Эмиратов приняли участие в Войне в Персидском заливе, предоставив международной коалиции батальон сухопутных войск, а также эскадру Dassault Mirage 5 и Dassault Mirage 2000. В ходе боёв за освобождение Кувейта 6 военнослужащих ОАЭ погибли.

## Торговля
Между странами подписано соглашение о свободной торговле, а также для граждан Кувейта и ОАЭ действует взаимный безвизовый режим. ОАЭ является одним из крупнейших торговых партнеров Кувейта: в 2016 году ОАЭ поставили товаров в эту страну на сумму 2,82 млрд. долларов США.

## Дипломатические представительства
- Кувейт имеет посольство в Абу-Даби[5].
- У ОАЭ имеется посольство в Эль-Кувейте[6].